# Lamponega
Lamponega is een geslacht van spinnen uit de  familie van de Lamponidae.

## Soorten
- Lamponega arcoona Platnick, 2000
- Lamponega forceps Platnick, 2000
- Lamponega serpentine Platnick, 2000